# Зона Дунав у фудбалу
Зона Дунав је једна од зонских лига у фудбалу. Зоне су четврти ниво лигашких фудбалских такмичења у Србији. Виши степен такмичења је Српска лига Запад, а нижи су три окружне лиге — Подунавска, Шумадијска и Браничевска.
Лига је формирана 2007. године. Угашена је 2018. године, приликом реорганизације такмичења четвртог ранга на територији Фудбласког савеза региона Западне Србије, заједно са Зоном Дрина и Зоном Морава. Уместо њих настале су четири нове зоне — Западно-моравска, Колубарско-мачванска, Подунавско-шумадијска и Шумадијско-рашка. У Подунавско-шумадијску зону прешла је већина клубова који су се у сезони 2017/18. такмичили у Зони Дунав. 
Све четири зоне су угашене на крају сезоне 2023/24, након шест година постојања. Тада је стање враћено на оно из сезоне 2017/18. — обновљене су три некадашње зоне, међу којима је и ова.

## Победници свих првенстава
| Сезона   | Бр. клуб. | Првак                              | Бодови | Вицепрвак                | Бодови | Изв.   |
| 2007/08. | 20        | Лозница, Лозница                   | 88     | Раднички Стобекс, Клупци | 86     | [ 2 ]  |
| 2008/09. | 18        | Морава, Велика Плана               | 83     | Рудар, Костолац          | 77     | [ 3 ]  |
| 2009/10. | 16        | Партизан, Бумбарево Брдо           | 77     | Сељак, Михајловац        | 72     | [ 4 ]  |
| 2010/11. | 16        | Јасеница 1911, Смедеревска Паланка | 74     | Шапине, Шапине           | 56     | [ 5 ]  |
| 2011/12. | 16        | Сељак, Михајловац                  | 76     | Звижд, Кучево            | 66     | [ 6 ]  |
| 2012/13. | 15        | Шапине, Шапине                     | 75     | Карађорђе, Топола        | 56     | [ 7 ]  |
| 2013/14. | 16        | Звижд, Кучево                      | 66     | Карађорђе, Топола        | 65     | [ 8 ]  |
| 2014/15. | 16        | Михајловац 1934, Михајловац        | 64     | Гружа, Гружа             | 52     | [ 9 ]  |
| 2015/16. | 15        | Шапине, Шапине                     | 59     | Гружа, Гружа             | 58     | [ 10 ] |
| 2016/17. | 15        | Пролетер, Враново                  | 64     | РСК, Раброво             | 60     | [ 11 ] |
| 2017/18. | 16        | РСК, Раброво                       | 66     | Пролетер 1976, Јеловик   | 63     | [ 12 ] |
| 2024/25. | 14        | Млади радник 1940, Радинац         | 53     | Ђердап, Голубац          | 51     | [ 13 ] |
| 2025/26. | 12        | —, —                               | —      | —, —                     | —      | —      |

## Клубови у сезони 2025/26.
| Клуб              | Место               |
| ----------------- | ------------------- |
| Гружа             | Гружа               |
| Ђердап            | Голубац             |
| Јасеница 2017     | Смедеревска Паланка |
| Карађорђе         | Топола              |
| Млади радник 1926 | Пожаревац           |
| Морава            | Велика Плана        |
| Омладинац         | Шетоње              |
| ОФК Михајловац    | Михајловац          |
| Поморавље 1946    | Влашки До           |
| Рудар             | Костолац            |
| Слога 1945        | Велико Село         |
| Шумадија          | Топоница            |